# ديفيد لودفيغ
ديفيد لودفيغ (بالإنجليزية: David Ludwig) هو ملحن أمريكي، ولد في 1974.

## وصلات خارجية
- ديفيد لودفيغ على موقع ميوزك برينز (الإنجليزية)